# 東山路 (台中市)

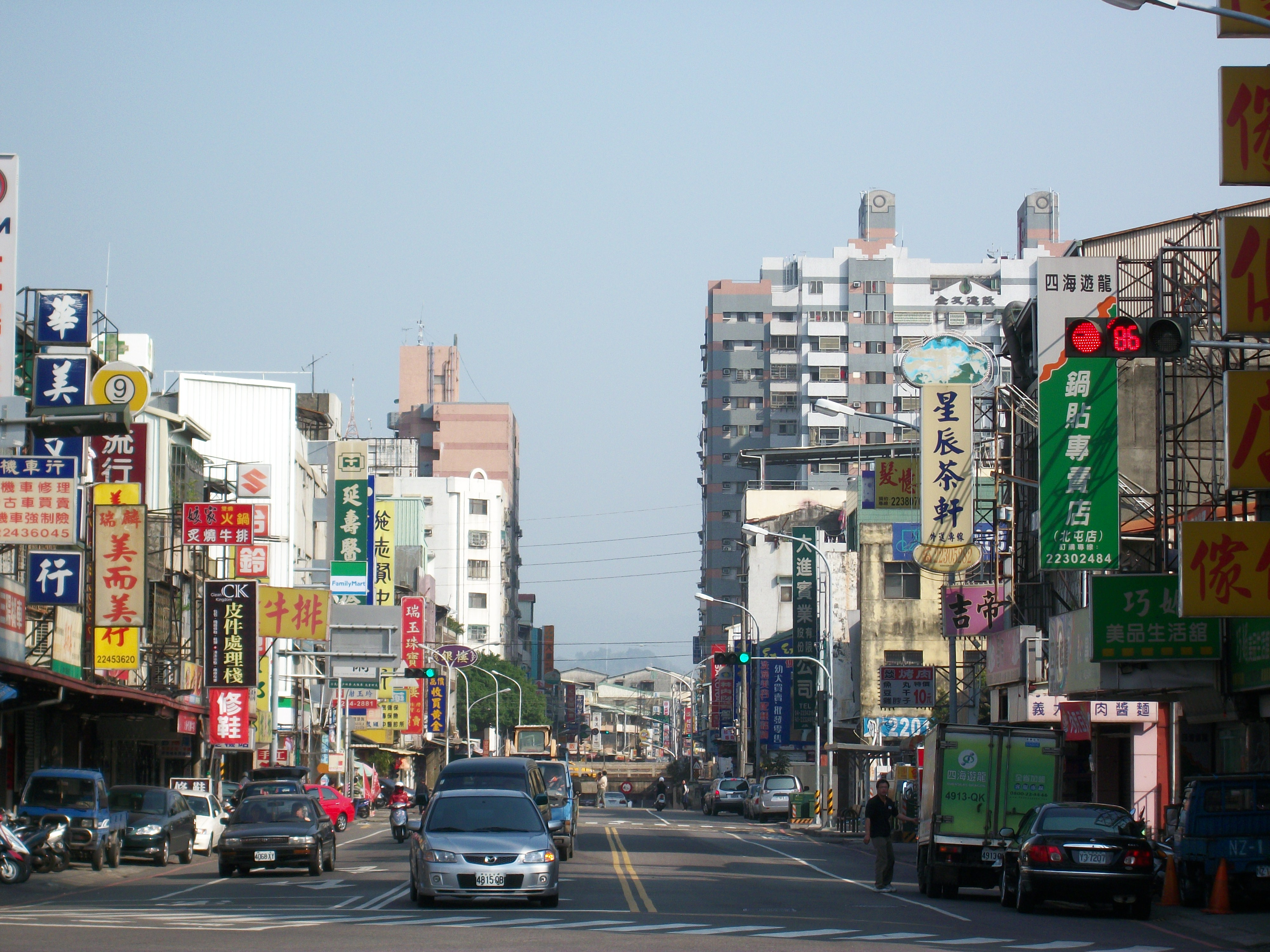
圖1：大坑口。本圖僅東山路入鏡。

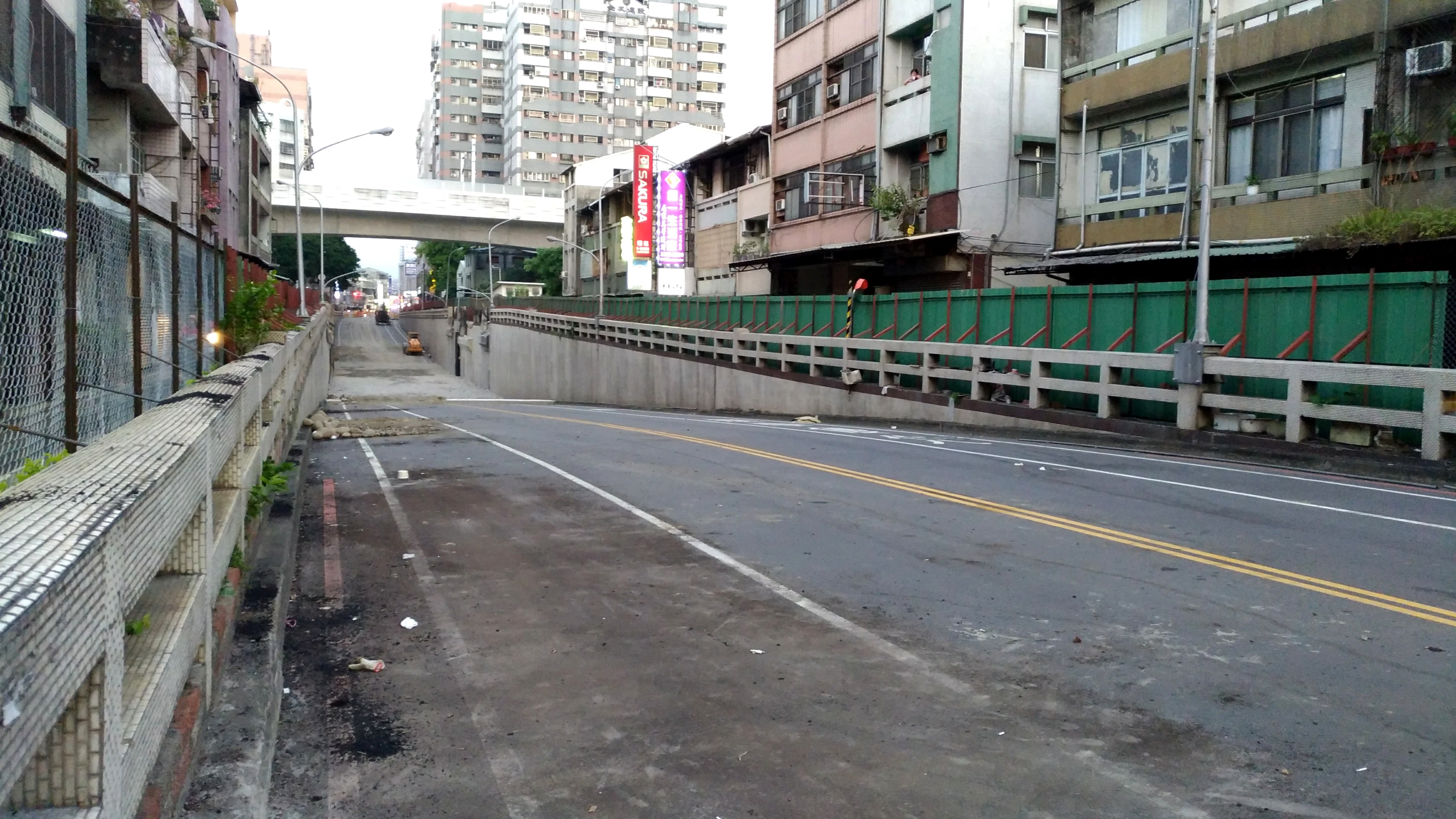
東山路地下車道2017年拆除工程

東山路為臺灣臺中市的重要道路之一，部份路段屬於129縣道，位於臺中市北屯區與新社區境內，大致呈東西向，共分兩段。西起於北屯路路口接文心路，往東接新社協中街。全線皆為雙車道。但在廍子路口至清水巷口間約300公尺的路段，因跨越山嶺之故分為雙向四車道，雙向車道間有些許高度落差。
東山路是北屯區東西向的主要幹道，其重要性是除了連結新社與臺中市區交通幹道外，曾是進出大坑地區唯一要道，為前往大坑風景區境內各項景點必經之路。但隨著廍子地區完成市地重劃，現在聯外道路已不限從東山路通往大坑，可從太原路接廍子路至大坑圓環後連上東山路二段，亦可從太平前往廍子地區再通往大坑。
昔稱「大坑口」（見圖1）之處是前往大坑的通口，現今位於文心路、東山路與北屯路交叉口上。日治時期原大坑口通向大坑山區沿線，受大里溪支流切割頭嵙山之河谷地形影響，早期居民需仰賴眾多吊橋才能通行，但自東山路闢建後並歷經多年拓寬，如今僅存光西吊橋供後人憑弔。

## 分段

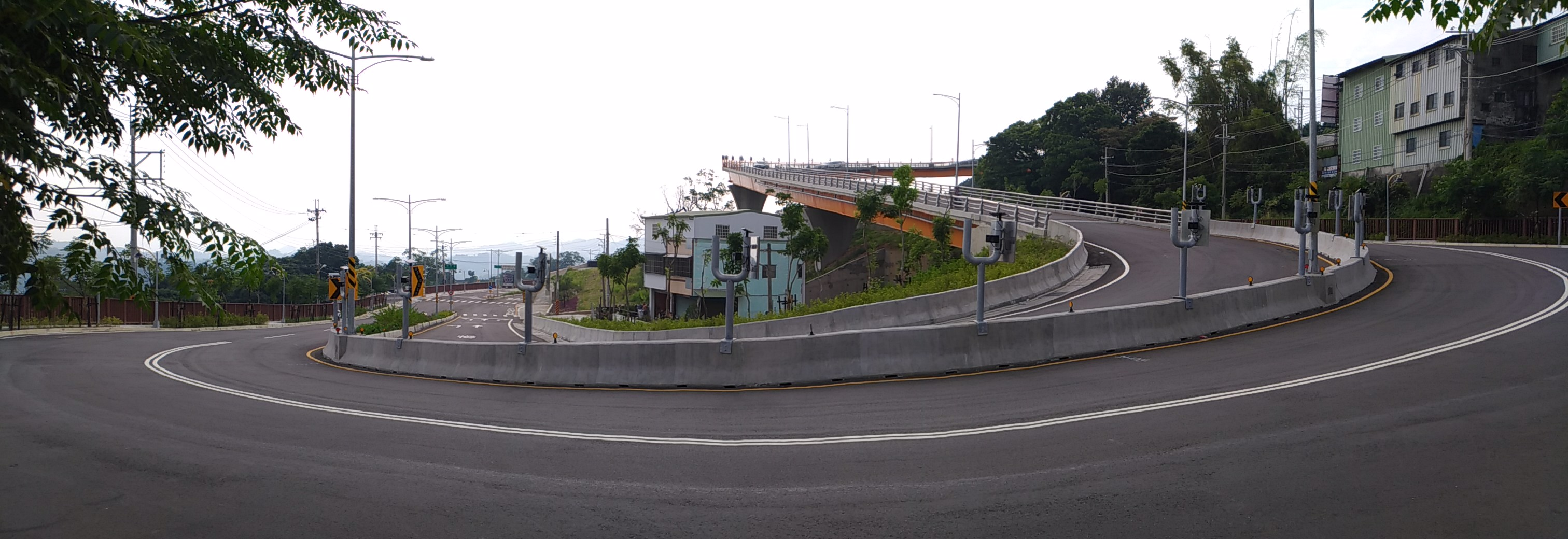
2017年拓寬完工的新社到大坑山區路段

- 一段：西於北屯路起，接文心路四段，東於大坑溪為分段處。
- 二段：西於大坑溪起，至民興巷分為上下兩條單向道，西向東抵新社區中興嶺圓環止，而東向西起自水井街(中93)，而前者可往東南接協中街(中93)往龍安橋及和平及往北接東山街(129縣道)至新社市區方向；後者可接續至水井街(中93)之水井、崑山及豐原。

## 本道路客運
- 本表更新時間為2020年4月9日。

| 編號 | 業者       | 路線                                 | 行駛區間         | 備註                         |
| 1    | 中台灣客運 | 臺中刑務所演武場－中台科大           | 北屯路－中興巷   |                              |
| 15   | 台中客運   | 臺中刑務所演武場－國軍臺中總醫院     | 北屯路－中興巷   |                              |
| 20   | 中台灣客運 | 干城站－慈濟醫院－潭子火車站（東站） | 軍功路－中興巷   |                              |
| 21   | 中鹿客運   | 臺中刑務所演武場－貴城山莊           | 北屯路－東山路   | 部分班次延駛至民德橋或中興嶺 |
| 53   | 統聯客運   | 太原火車站－省議會                   | 文心路－旱溪東路 |                              |
| 66   | 台中客運   | 慈濟醫院－大坑－慈濟醫院             | 東山路－連坑巷   |                              |
| 68   | 四方客運   | 東海別墅－中台科技大學               | 文心路－橫坑巷   | 部分繞駛國安國小             |
| 68延 | 四方客運   | 鹿寮國中－中台科技大學                   | 文心路－橫坑巷   | 部分繞駛國安國小             |
| 85   | 統聯客運   | 新光里（新福路）－一江橋             | 軍功路－中興巷   |                              |
| 203  | 豐原客運   | 豐富公園－豐原(經新田)               | 北屯路—軍功路    |                              |
| 270  | 豐原客運   | 豐富公園－大南－東勢                 | 北屯路—東山街    |                              |
| 271  | 豐原客運   | 豐富公園－東興－東勢                 | 北屯路—協中街    |                              |
| 276  | 豐原客運   | 豐富公園－興中山莊－東勢             | 北屯路—東山街    |                              |
| 277  | 豐原客運   | 豐富公園－復盛里－東勢               | 北屯路—東山街    |                              |
| 922  | 四方客運   | 北屯區行政大樓－大坑9號步道          | 軍功路—東山路    |                              |

## 沿線設施
（由西至東）
| | |
| 北屯路（銜接文心路） 一段 - 聯安醫院 縱貫鐵路山線 - 臺中市北屯區東光國民小學（鄰近） 旱溪西路三段 旱溪（倡和橋跨越） 旱溪東路二段 - 臺中市北屯區建功國民小學（鄰近） - 台中商業銀行軍功分行 軍功路一、二段 - 台中九信 台74線、環中東路 - 合作金庫軍功分行 松竹路 - 九二一和平里地震公園（東山國中舊址） - 台灣電力公司東山服務所 祥順路二段 | 二段 大坑溪（進入大坑風景區） - 大坑圓環 - 臺中市警察局第五分局東山派出所 - 中興巷 - 臺中市北屯區大坑國民小學 大坑溪 - 海灣樂世界（寵物樂園，東山樂園原址） 新社區 - 中興嶺（銜接協中街） |

## 外部連結
- Google地圖 （页面存档备份，存于）
- 台中都會區公車路網暨站牌分佈圖〈南極冰魚交通地圖系列〉[永久]